# 東京湾大花火祭
もしかして
- 東京湾大華火祭

ではありませんか？